# Hippocampus biocellatus
Hippocampus biocellatus es una especie de pez de la familia Syngnathidae en el orden de los Syngnathiformes.

## Morfología
Los machos pueden llegar alcanzar los 10,8 cm de longitud total.

## Distribución geográfica
Se encuentra en Australia Occidental.